# Whitley County (Kentucky)
Whitley County ist ein County im Bundesstaat Kentucky der Vereinigten Staaten. Das U.S. Census Bureau hat bei der Volkszählung 2020 eine Einwohnerzahl von 36.712 ermittelt.
Der Verwaltungssitz (County Seat) ist Williamsburg. Das County gehört zu den Dry Countys, was bedeutet, dass der Verkauf von Alkohol eingeschränkt oder verboten ist.

## Geographie
Das County liegt im Südosten von Kentucky, grenzt im Süden an den Bundesstaat Tennessee und hat eine Fläche von 1153 Quadratkilometern, wovon 13 Quadratkilometer Wasserfläche sind. Es grenzt im Uhrzeigersinn an folgende Countys: Laurel County, Knox County, Bell County und McCreary County.

## Geschichte
Whitley County wurde am 17. Januar 1818 aus Teilen des Knox County gebildet. Benannt wurde es nach Colonel William Whitley, der im Krieg von 1812 gefallen ist.
Elf Bauwerke und Stätten des Countys sind im National Register of Historic Places eingetragen (Stand 23. Oktober 2017).

## Demografische Daten

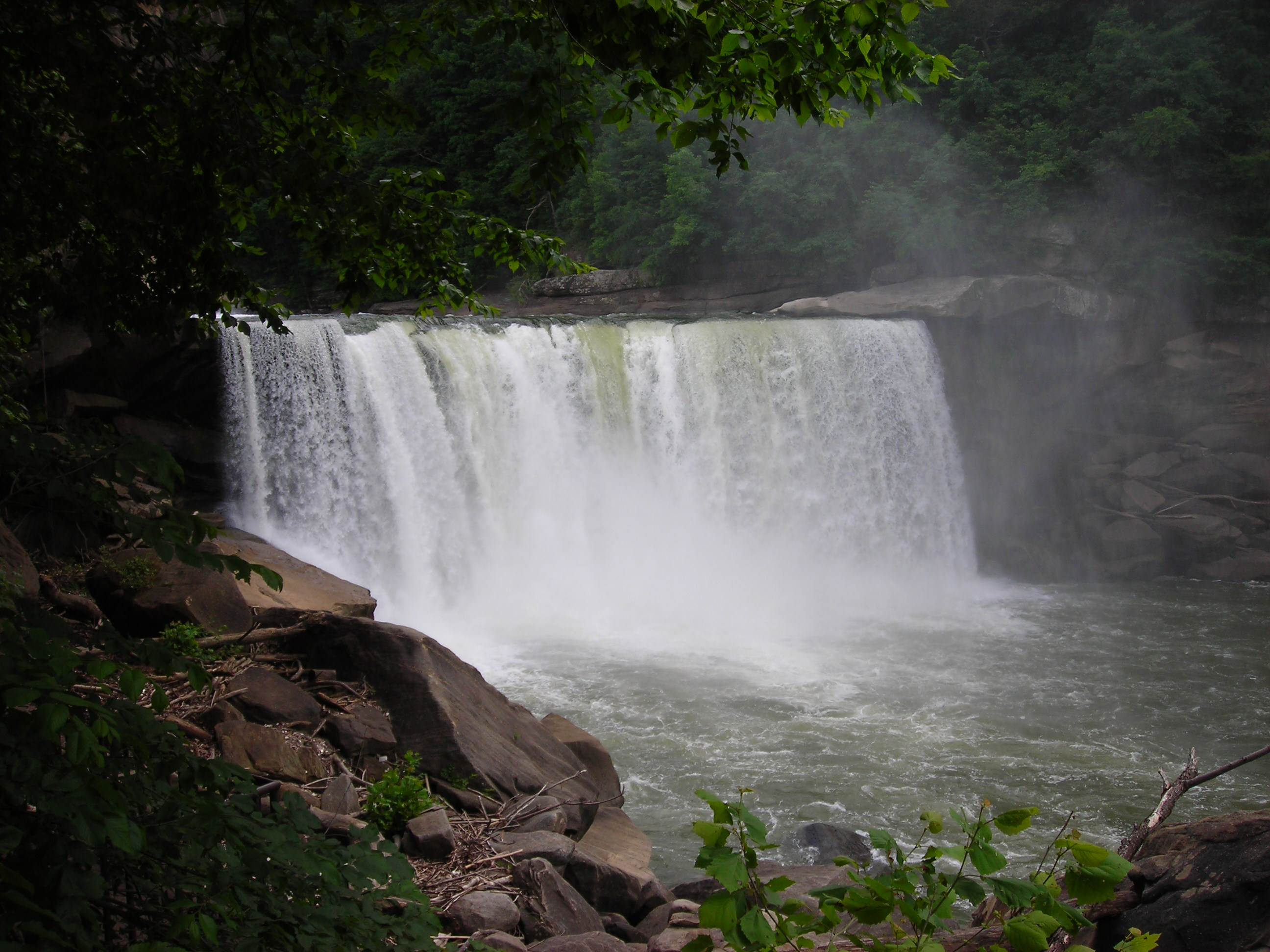
Die Cumberland Falls

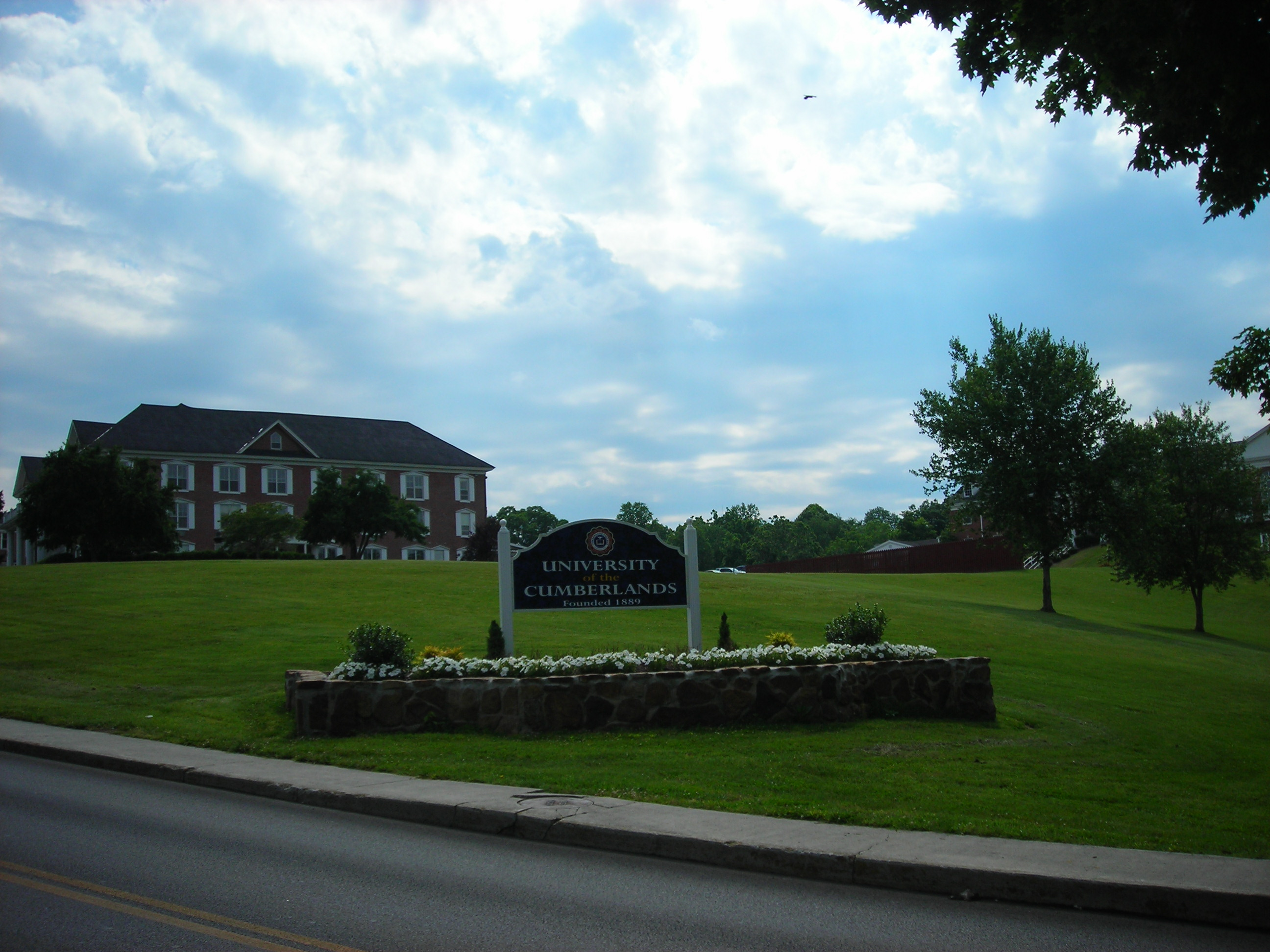
University of the Cumberlands

Nach der Volkszählung im Jahr 2000 lebten im Whitley County 35.865 Menschen. Davon wohnten 1.205 Personen in Sammelunterkünften, die anderen Einwohner lebten in 13.780 Haushalten und 9.894 Familien. Die Bevölkerungsdichte betrug 31 Einwohner pro Quadratkilometer. Ethnisch betrachtet setzte sich die Bevölkerung zusammen aus 98,37 Prozent Weißen, 0,34 Prozent Afroamerikanern, 0,23 Prozent amerikanischen Ureinwohnern, 0,20 Prozent Asiaten, 0,01 Prozent Bewohnern aus dem pazifischen Inselraum und 0,09 Prozent aus anderen ethnischen Gruppen; 0,76 Prozent stammten von zwei oder mehr Ethnien ab. 0,69 Prozent der Bevölkerung waren spanischer oder lateinamerikanischer Abstammung.
Von den 13.780 Haushalten hatten 33,7 Prozent Kinder und Jugendliche unter 18 Jahre, die bei ihnen lebten. 54,9 Prozent waren verheiratete, zusammenlebende Paare, 13,0 Prozent waren allein erziehende Mütter, 28,2 Prozent waren keine Familien, 25,2 Prozent waren Singlehaushalte und in 10,2 Prozent lebten Menschen im Alter von 65 Jahren oder darüber. Die Durchschnittshaushaltsgröße betrug 2,52 und die durchschnittliche Familiengröße lag bei 3,01 Personen.
Auf das gesamte County bezogen setzte sich die Bevölkerung zusammen aus 25,8 Prozent Einwohnern unter 18 Jahren, 10,8 Prozent zwischen 18 und 24 Jahren, 27,3 Prozent zwischen 25 und 44 Jahren, 23,2 Prozent zwischen 45 und 64 Jahren und 12,9 Prozent waren 65 Jahre alt oder darüber. Das Durchschnittsalter betrug 35 Jahre. Auf 100 weibliche Personen kamen 93,3 männliche Personen. Auf 100 Frauen im Alter von 18 Jahren alt oder darüber kamen statistisch 89,6 Männer.

Das jährliche Durchschnittseinkommen eines Haushalts betrug 22.075 USD, das Durchschnittseinkommen der Familien betrug 27.871 USD. Männer hatten ein Durchschnittseinkommen von 26.518 USD, Frauen 17.001 USD. Das Prokopfeinkommen betrug 12.777 USD. 21,6 Prozent der Familien und 26,4 Prozent der Bevölkerung lebten unterhalb der Armutsgrenze. Davon waren 34,1 Prozent Kinder oder Jugendliche unter 18 Jahre und 19,0 Prozent waren Menschen über 65 Jahre.

## Orte im County
- Ayers
- Balltown
- Bon
- Carpenter
- Clio
- Corbin
- Dal
- Dixie
- Duckrun
- Emlyn
- Faber
- Fairview
- Gatliff
- Gausdale
- Goins
- Goldbug
- Grove
- Highland Park
- Julip
- Liberty
- Lot
- Louden
- Lucky
- Mountain Ash
- Nevisdale
- Packard
- Pearl
- Perkins
- Pleasant View
- Rain
- Red Ash
- Redbird
- Rockholds
- Savoy
- Saxton
- Siler
- Verne
- Walden
- Williamsburg
- Wofford
- Woodbine
- Yaden
- Youngs Creek